# St. Marien (Lüneburg)

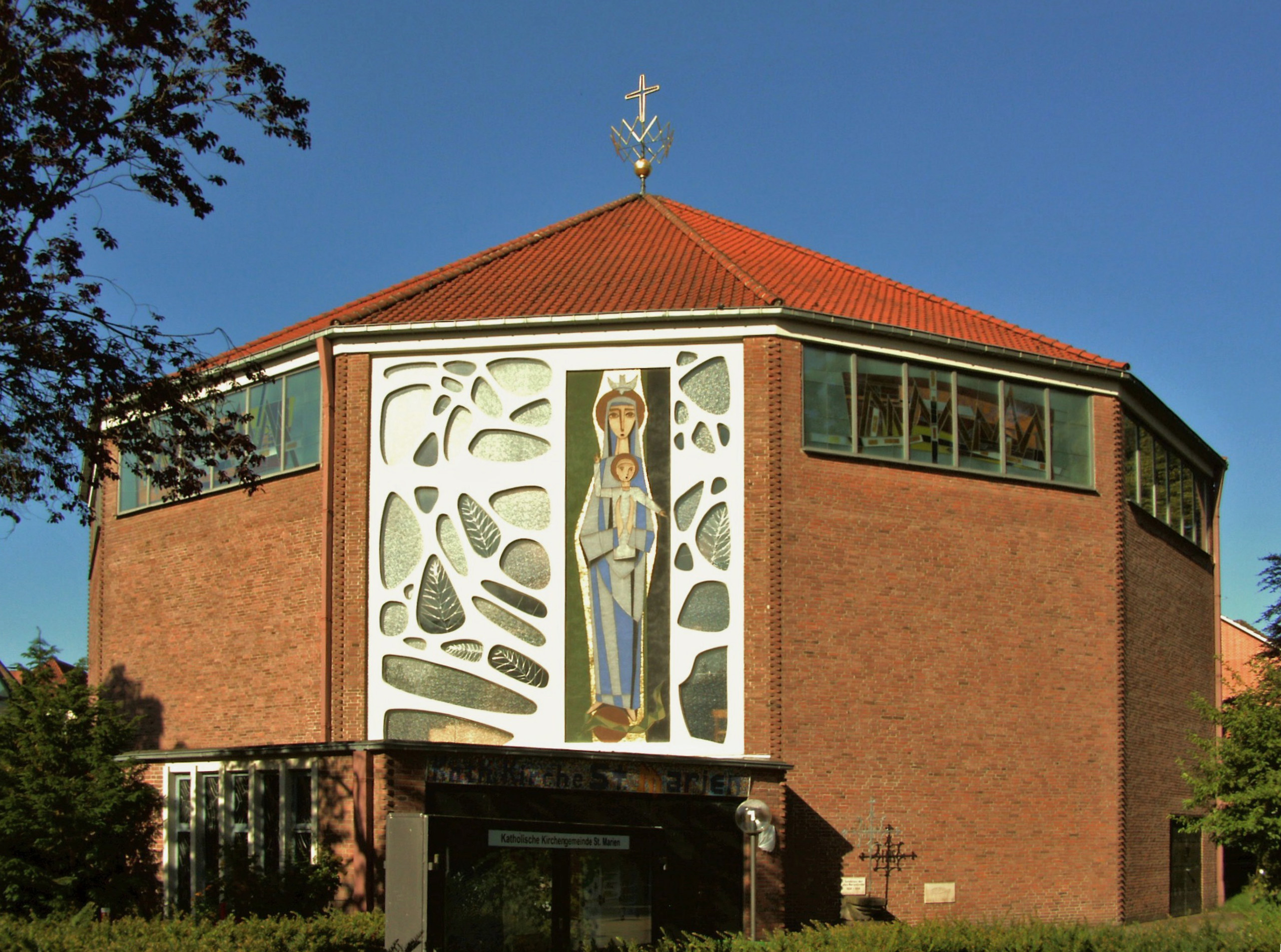
Pfarrkirche St. Marien

St. Marien ist eine römisch-katholische Kirche in Lüneburg, einer Kreisstadt in Niedersachsen. Sie ist die Pfarrkirche der Pfarrgemeinde St. Marien im Dekanat Lüneburg des Bistums Hildesheim, trägt das Patrozinium der ohne Erbsünde empfangenen Jungfrau und Gottesmutter Maria und steht an der Friedenstraße im Stadtteil Rotes Feld.

## Geschichte
Mit Einführung der Reformation im Fürstentum Lüneburg wurden die Bevölkerung und die Kirchen von Lüneburg evangelisch. 1532 fand in der St.-Michaelis-Kirche die für lange Zeit letzte heilige Messe in Lüneburg statt. Für die wenigen in den folgenden Jahrhunderten in Lüneburg lebenden Katholiken fanden vor 1850 gelegentlich katholische Gottesdienste seitens der Kirchengemeinde Celle in Lüneburg statt.
Im 19. Jahrhundert brachte die Industrialisierung und der damit verbundene Arbeitskräftebedarf wieder Katholiken in größerer Zahl nach Lüneburg. Am 1. Januar 1850 wurde in Lüneburg eine katholische Missionsstation gegründet, ihre Gottesdienste fanden zunächst im Betsaal der „Kettenstrafanstalt“ statt. Schon im Frühjahr 1850 wurde die katholische Pfarrgemeinde Lüneburg gegründet, ihr zunächst riesiges Einzugsgebiet umfasste auch Hamburg-Harburg, Lüchow, Soltau und Uelzen.
Der Bau einer katholischen Kirche begann im Herbst 1854 an der Wallstraße, im Sommer 1855 erfolgte ihre Grundsteinlegung. Am 5. August 1857 wurde der erste Gottesdienst in der unter Landbaumeister Mey im Baustil der Backsteingotik errichteten St.-Marien-Kirche gefeiert. Am 23. Mai 1858, dem Pfingstsonntag, nahm Bischof Eduard Jakob Wedekin die Kirchweihe vor. Die Kirche bekam das Patrozinium der unbefleckt empfangenen Jungfrau Maria. St. Marien war nach St. Ludwig in Celle die zweite katholische Kirche, die nach der Reformation in der Lüneburger Heide erbaut wurde. Eine nicht mehr existierende Marienkirche bzw. Liebfrauenkirche gab es bereits im mittelalterlichen Lüneburg. Sie befand sich zwischen St. Nicolai und St. Michaelis und wurde unter dem Namen „Uns Liebe Frauen Kirche“ geführt, wie auf der Stadtansicht von 1596 in der Sammlung Civitates Orbis Terrarum von Frans Hogenberg und Georg Braun zu lesen ist.
Im 20. Jahrhundert wurde das Gebiet der Pfarrei durch die Errichtung neuer Kirchen (unter anderem 1905 in Uelzen, 1914 in Lüchow und 1915 in Soltau) verkleinert. Nach 1945 wurden unter anderem in Adendorf, Dahlenburg, Neuhaus (Elbe), Salzhausen und Winsen (Luhe) eigene Seelsorgebezirke und Kirchengemeinden errichtet.
Durch die Flucht und Vertreibung Deutscher aus Mittel- und Osteuropa nach dem Zweiten Weltkrieg vergrößerte sich die Zahl der Katholiken in Lüneburg durch den Zuzug von Flüchtlingen und Heimatvertriebenen so stark, dass die Kirche zu klein wurde und 1968 ihr Abriss erfolgte. Als Ersatz wurde an der Friedenstraße die heutige St.-Marien-Kirche erbaut. Im Mai 1958 wurde dafür ein ehemaliges Fabrikgrundstück angekauft. Am 30. April 1961 nahm Pfarrer Johannes Bendfeld den symbolischen Spatenstich vor, am 12. November desselben Jahres folgte die Grundsteinlegung und am 13. Dezember das Richtfest. Bereits ab Karfreitag 1963 fanden alle Gottesdienste in der neuen Kirche statt, und am 5. Mai 1963 konsekrierte Bischof Heinrich Maria Janssen das Gotteshaus.
Seit dem 1. August 2004 gehören zur Pfarrgemeinde St. Marien neben der St.-Marien-Kirche in Lüneburg auch das Ökumenische Zentrum St. Stephanus im Lüneburger Stadtteil Kaltenmoor, die Christ-König-Kirche in Adendorf und die St.-Godehard-Kirche in Amelinghausen, deren Pfarrgemeinden in diesem Zusammenhang aufgelöst wurden.

## Architektur und Ausstattung

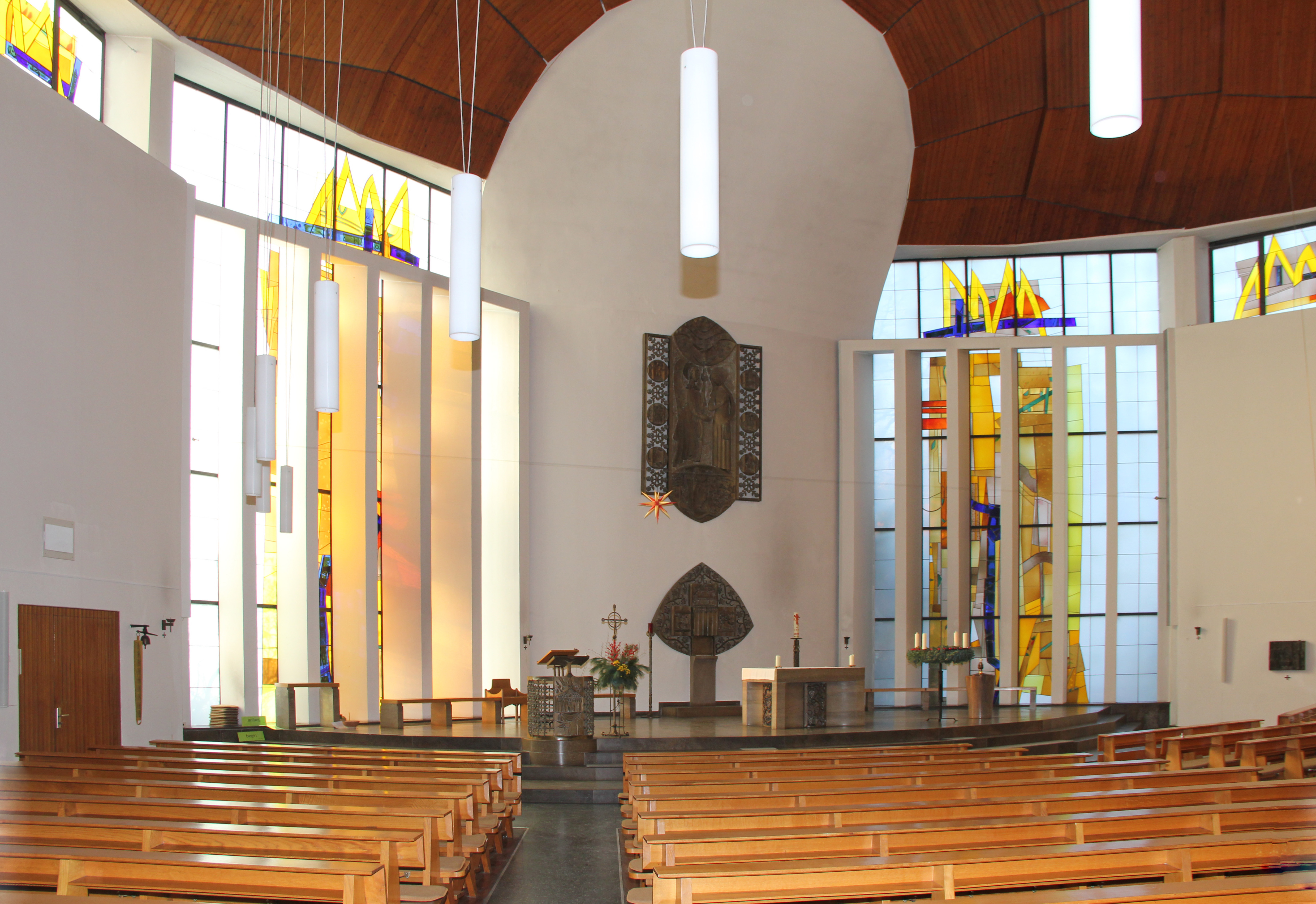
Innenansicht

Die in rund 15 Meter Höhe über dem Meeresspiegel gelegene Kirche wurde nach Plänen des Architekten Karlheinz Bargholz (1920–2015) aus Hamburg erbaut, ausgeführt als zwölfeckiger turmloser Zentralbau. Eine Darstellung über dem Haupteingang zeigt die Gottesmutter mit Kind.
An der heutigen künstlerischen Innengestaltung war um 1980 Josef Baron (1920–2020) beteiligt. Die Orgel wurde 1974 vom Unternehmen Gebrüder Hillebrand Orgelbau errichtet. Gabi Weiß (* 1960) entwarf die 1995 eingesetzten Buntglasfenster, Herbert Zeitner den Aufsatz des Taufbeckens mit acht Engeln.